# Roberto Alviž
Roberto Alviž (Primošten, 6. rujna 1984.) hrvatski je nogometaš koji igra na poziciji veznog. Trenutačno igra za Lipik. 